# أرز حساوي
الأرز الحساوي أو العيش الحساوي هو من النباتات الصيفية التي تزرع في المناطق الحارة، كمنطقة الاحساء، ويتحمل درجة حرارة قد تصل أحيانا إلى 48 درجة مئوية، يُعدّ الأرز الحساوي ثاني أكبر إنتاج من محاصيل الأحساء من بعد محاصيل النخيل وذلك رغم تراجع زراعته خلال العقود الأخيرة. وهو من النباتات تتطلب عناية فائقة في الري، وإلى جانب زراعته في منطقة الأحساء بالمملكة العربية السعودية، فهو يزرع في أقطار عربية أخرى أيضاً، إذا توفرت له تربة مناسبة كتربة الأحساء، وبحيث تتم مراعاة منسوب التربة، مع الإشارة إلى أنه لا يعطي نفس الطعم والجودة، كتلك التي يعطيها في منطقة الأحساء وذلك طبقاً للتجارب المعمولة. يعتبر الرز الحساوي أغلى أنواع الأرز، حتى أنه يحظى ببورصة خاصة به. تشتهر زراعة الأرز الحساوي في منطقة الاحساء بعد أن تمّ جلبه من الهند منذ حوالي 300 سنة، ويحظى هذا النوع من الأرز بتقاليد محدّدة وقديمة خلال الزراعة. فهو يحتاج لحرارة مرتفعة تتخطّى الـ50 درجة مئوية وكمية كبيرة من الماء حتى تصلح الأرض لزراعته. تغرس نبتة الأرز في كمية كبيرة من الماء لـ6 أشهر، ويتمّ حصاده من خلال آلات خاصة لتسهيل مجهود اليد العاملة.

## مناطق الزراعة
تعتبر الأحساء من أشهر مناطق زراعة التمور وكافة المحاصيل الزراعية في العالم، لما تتمتع به من وفرة في المياه، حيث اشتهرت الأحساء بزراعة النخيل، وتجاوز عددها مليوني نخلة، يمتلكها أكثر من 25 ألف مزارع. وتعتبر الأحساء من أكبر الواحات الزراعية بالعالم، وذلك حسب تصنيف كتاب جينيس للأرقام القياسية، كما اشتهرت الأحساء بزراعة الأرز الحساوي. ويعود الأرز الحساوي إلى الهند، حيث أتى به أحد المزارعين الهنود, وهناك أقوال ان أصله من العراق.
تشهد الأحساء في فصل الصيف درجة حرارة عالية قد تصل إلى 50 درجة مئوية. تحت هذه الحرارة يُزرع الأرز الحساوي وهو نبات عشبي حولي صيفي، يتميز بحبته الحمراء التي يمكن أن يصل طولها إلى 10ملم. خلال مراحل نموه، يحتاج الأرز إلى 48 درجة مئوية، كما يحتاج إلى وفرة في المياه وإلى التربة الطينية الثقيلة ذات الحموضة الخفيفة التي تحتفظ بالماء، وهذا ما توفره تربة الأحساء.

## الأنواع
وينقسم الرز الحساوي إلى عدة أنواع, حساوي هجين ممتاز، ,حساوي هجين متوسط وأرز محلي أصلي. ويتميز كل صنف يخصائص معينة, ويمكن لذوي الخبرة معرفة تمييز كل صنف على حدة. يتميز الأرز الحساوي الأصلي بلونه الأحمر الغامق أو الفاتح أحياناً، حسب البذرة المزروعة. تختلف هذه الأصناف فيما بينها لجهة وقت الزراعة وحجم الحبة وكذلك حجم المجموع الخضري ودرجة اللون. فالأرز المحلي يكون لونه أحمر داكناً، والهجين يميل إلى اللون الأحمر الفاتح ويخالطه شيء من اللون الأبيض.
إضافة إلى الاختلاف بين الأنواع الثلاثة في مواعيد الزراعة ومدة النمو، فإنّ الأرز الحساوي المحلي يُزرع من آواخر أبريل إلى أوائل يونيو بمدة نمو تمتد من 160 إلى 180يوماً، والنوعان الآخران يزرعان من أوائل يونيو إلى أوائل يوليو بمدة نمو تمتد من 100 إلى 120يوماً. يحتوي الأرز الحساوي على مواد غذائية كثيرة عالية الجودة أبرزها الحديد، والكربوهيدرات، والفيتامينات، وخاصة فيتامين (B)، وكذلك الزيوت والألياف ذات الأهمية القصوى في الغذاء، وتتركز تلك المواد في القشرة الداخلية لحبة الأرز. أما النسبة المئوية للكربوهيدرات في الأرز الحساوي فتبلغ 65.978، ويقدَّر محتواه من السعرات الحرارية بحوالي 1800 وحدة حرارية لكل ثلاث أرباع الكيلوجرام.
وكانت الأحساء تنتج من الأرز الحساوي في العام 1962م حوالي 20 ألف طن، وانخفضت كمية الإنتاج إلى ما بين 400 أو 500 طن في وقتنا الحاضر، بسبب قلة المياه وتقلّص الرقعة الزراعية. أما في السنوات الأخيرة، فأصبح إنتاج الأرز المقشر ما يعادل 400 طن، إلا أن هذه الكمية ليست ثابتة فهي تتغير من عام إلى عام. فعلى سبيل المثال، ووفقاً لإحصائية «هيئة مشروع الري والصرف بالأحساء» بلغت كمية المساحة المزروعة أرزاً في عام 2003م نحو 1569 دونماً، وبلغت نسبة الإنتاج 392 طناً، وفي عام 2004م كانت المساحة المزروعة 1414دونماً، وبلغت كمية الإنتاج 353 طناً.

## الفوائد
من فوائد الارز الحساوي انه من النباتات الصيفية التي تزرع في المناطق الحارة كالأحساء، ويتحمل حرارة تصل إلى 48 درجة مئوية وهو من النباتات التي تتطلب عناية فائقة في الري، مع مراعاة نوعية التربة، وتربة الأحساء تناسبه. ويتفوق الأرز الحساوي على المواد الغذائية، لكونه عالي الجودة، وتكثر فيه مادة الحديد، حيث يقدم للمصابين بآلام المفاصل وكسور العظام، كما يقدم للنساء الحوامل، ليعوضهن عما يفقدنه من الحديد.
يحتوي الأرز الحساوي على فوائد متنوعة تجعله من أهمّ مصادر العناصر الغذائية:
- يسهل الأرز الحساوي عملية امتصاص الكولسترول والأحماض الأمينية.
- يعتبر الأرز الحساوي مريحاً للمعدة والأمعاء وقد نفى العلماء أنه يسبب النفخة والغازات.
- الأرز الحساوي مصدر مهمّ للكربوهيدرات، البروتين والألياف، فيشعرك بالشبع لفترة طويلة.
- يساعد الأرز الحساوي على تخفيف آلام المفاصل وكسور العظام.

## الزراعة والحصاد
خلال شهري مايو ويونيو تبدأ زراعة الأرز: تُستصلح الأرض بحرثها وتنظيفها من بقايا النباتات، ثم تُرش بالمبيدات الحشرية. ومن ثم تسميدها لتصبح جاهزة لزرع الشتلات. تُعدُّ الشتلات عبر زراعة البذور مركَّزة في قطعة أرض خصبة، حتى ينبت أول الأرز. ويتم تركيز الماء عليه، من 8 إلى 14 يوماً بعد ذفلك، يُسقى بماء وفير طيلة 40 يوماً، ثم يُرفع عنه الماء 10 أيام. تبدأ عملية نقل الشتلات في شهري يوليو وأغسطس إلى الأراضي الرئيسة المسماة «الضواحي». وهي الأراضي الشاسعة التي تتعرَّض للشمس بشكل مباشر. تكون الضواحي عادة محاطة عند أطرافها بالنخيل. وفيها يُزرع الأرز ليصل إلى صورته النهائية إلى حين حصاده يُفضل عند زراعة الشتلات الصغيرة أن تكون الأرض جافة وتغرس على هيئة خطوط. غير أنه بنمو الشتلات، تضيع ملامح الخطوط الفاصلة ما بينها، لتتحول حقول الأرز إلى بسط ذات اخضرار صارخ طوال أشهر الصيف، لا تميل إلا قليلاً إلى الاصفرار عند دنو موعد الحصاد. يُطلق مزارعو الأحساء على موسم حصاد الأرز اسم «الوسمي»، وهي الأيام بين شهري سبتمبر وأكتوبر. يُحصد الأرز يدوياً ويُترك معرّضاً للشمس لبضعة أيام حتى يجف نهائياً. بعد ذلك، تأتي عملية الدِّراس أو (التذرية)، وهي عملية فصل الشلْب عن النبتة الأصلية للأرز.